# Małgorzata Niemiec
Małgorzata Niemiec, coniugata Perucka (Stalowa Wola, 18 aprile 1963), è un'ex cestista polacca.

## Carriera
Con la Polonia ha disputato i Campionati del mondo del 1983 e i Campionati europei del 1983.